# Бебето
Жозе Роберто да Гама де Олівейра (порт. José Roberto Gama de Oliveira), більш відомий як Бебе́то (порт. Bebeto, нар. 16 лютого 1964, Салвадор) — бразильський футболіст, нападник. По завершенні ігрової кар'єри — тренер.

## Клубна кар'єра
Вихованець футбольної школи клубу «Віторія» (Салвадор). Дорослу футбольну кар'єру розпочав 1982 року в основній команді того ж клубу, в якій провів один сезон, взявши участь лише в одному матчі чемпіонату.
Своєю грою за цю команду привернув увагу представників тренерського штабу «Фламенго», до складу якого приєднався 1983 року. Відіграв за команду з Ріо-де-Жанейро наступні шість сезонів своєї ігрової кар'єри. У складі «Фламенго» був одним з головних бомбардирів команди, маючи середню результативність на рівні 0,43 голу за гру першості.
Згодом грав за «Васко да Гаму», «Депортіво», «Фламенго», «Севілью», «Віторію» (Салвадор), «Ботафогу», «Торос Несу» та «Касіму Антлерс».
Завершив професійну ігрову кар'єру у аравійському клубі «Аль-Іттіхад», за команду який недовго виступав 2002 року.

## Виступи за збірну
1985 року дебютував в офіційних матчах у складі національної збірної Бразилії.
У складі збірної був учасником домашнього розіграшу Кубка Америки 1989 року, здобувши того року титул континентального чемпіона, чемпіонату світу 1990 року в Італії, чемпіонату світу 1994 року у США, здобувши того року титул чемпіона світу, розіграшу Кубка Конфедерацій 1997 року у Саудівській Аравії, здобувши того року титул переможця турніру, та чемпіонату світу 1998 року у Франції, де разом з командою здобув «срібло».
Всього протягом кар'єри у національній команді, яка тривала 14 років, провів у формі головної команди країни 75 матчів, забивши 39 голів.

## Кар'єра тренера
Розпочав тренерську кар'єру, повернувшись до футболу після невеликої перерви, 16 грудня 2009 року, очоливши тренерський штаб клубу «Америки» (Ріо-де-Жанейро), проте вже 13 лютого 2010 року він був звільнений з посади через незадовільні результати.
Наразі досвід тренерської роботи обмежується цим клубом.

## Статистика

### Клуб
| Чемпіонат         | Чемпіонат            | Чемпіонат         | Ліга | Ліга |
| Сезон             | Клуб                 | Ліга              | Ігри | Голи |
| Бразилія          | Бразилія             | Бразилія          | Ліга | Ліга |
| ----------------- | -------------------- | ----------------- | ---- | ---- |
| 1983              | «Фламенго»           | Серія А           | 3    | 0    |
| 1984              | «Фламенго»           | Серія А           | 11   | 5    |
| 1985              | «Фламенго»           | Серія А           | 22   | 9    |
| 1986              | «Фламенго»           | Серія А           | 17   | 5    |
| 1987              | «Фламенго»           | Серія А           | 14   | 6    |
| 1988              | «Фламенго»           | Серія А           | 14   | 9    |
| 1989              | «Васко да Гама»      | Серія А           | 12   | 6    |
| 1990              | «Васко да Гама»      | Серія А           | 8    | 1    |
| 1991              | «Васко да Гама»      | Серія А           | 8    | 3    |
| 1992              | «Васко да Гама»      | Серія А           | 25   | 18   |
| Іспанія           | Іспанія              | Іспанія           | Ліга | Ліга |
| 1992/93           | «Депортіво»          | Ла Ліга           | 37   | 29   |
| 1993/94           | «Депортіво»          | Ла Ліга           | 34   | 16   |
| 1994/95           | «Депортіво»          | Ла Ліга           | 26   | 16   |
| 1995/96           | «Депортіво»          | Ла Ліга           | 34   | 25   |
| Бразилія          | Бразилія             | Бразилія          | Ліга | Ліга |
| 1996              | «Фламенго»           | Серія А           | 15   | 7    |
| Іспанія           | Іспанія              | Іспанія           | Ліга | Ліга |
| 1996/97           | «Севілья»            | Ла Ліга           | 5    | 0    |
| Бразилія          | Бразилія             | Бразилія          | Ліга | Ліга |
| 1997              | «Віторія» (Салвадор) | Серія А           | 8    | 7    |
| 1998              | «Ботафогу»           | Серія А           | 17   | 9    |
| Мексика           | Мексика              | Мексика           | Ліга | Ліга |
| 1998/99           | «Торос Неса»         | Прімера Дивізіон  | 8    | 2    |
| Японія            | Японія               | Японія            | Ліга | Ліга |
| 2000              | «Касіма Антлерс»     | Джей-ліга         | 8    | 1    |
| Бразилія          | Бразилія             | Бразилія          | Ліга | Ліга |
| 2000              | «Віторія» (Салвадор) | Серія А           | 3    | 0    |
| 2001              | «Васко да Гама»      | Серія А           | 8    | 2    |
| 2002              | «Васко да Гама»      | Серія А           | 0    | 0    |
| Саудівська Аравія | Саудівська Аравія    | Саудівська Аравія | Ліга | Ліга |
| 2002/03           | «Аль-Іттіхад»        | Прем'єр-ліга      | 5    | 1    |
| Країна            | Бразилія             | Бразилія          | 185  | 87   |
| Країна            | Іспанія              | Іспанія           | 136  | 86   |
| Країна            | Мексика              | Мексика           | 8    | 2    |
| Країна            | Японія               | Японія            | 8    | 1    |
| Країна            | Саудівська Аравія    | Саудівська Аравія | 5    | 1    |
| Всього            | Всього               | Всього            | 342  | 177  |

### Збірна
| Збірна Бразилії | Збірна Бразилії | Збірна Бразилії |
| Роки            | Ігри            | Голи            |
| --------------- | --------------- | --------------- |
| 1985            | 6               | 0               |
| 1986            | 0               | 0               |
| 1987            | 0               | 0               |
| 1988            | 0               | 0               |
| 1989            | 18              | 10              |
| 1990            | 3               | 0               |
| 1991            | 5               | 0               |
| 1992            | 8               | 7               |
| 1993            | 9               | 7               |
| 1994            | 11              | 8               |
| 1995            | 2               | 2               |
| 1996            | 1               | 1               |
| 1997            | 3               | 1               |
| 1998            | 9               | 3               |
| Всього          | 75              | 39              |

## Досягнення

### Командні
- Володар Кубка Іспанії з футболу:

«Депортіво»: 1994-95
- Володар Суперкубка Іспанії з футболу:

«Депортіво»: 1995
- Володар Кубка Америки:

Бразилія: 1989
- Чемпіон світу (U-20): 1983
- Чемпіон Південної Америки (U-20): 1983
- Чемпіон світу:

Бразилія: 1994
- Віце-чемпіон світу:

Бразилія: 1998
- Володар Кубка Конфедерацій:

Бразилія: 1997
- Срібний олімпійський призер: 1988
- Бронзовий олімпійський призер: 1996

### Особисті
- Найкращий футболіст Південної Америки:1989
- Найкращий бомбардир Ліги Каріока: 1988 (17), 1989 (18)
- Найкращий бомбардир Кубка Америки: 1989 (6)
- Найкращий бомбардир чемпіонату Бразилії: 1992 (18)
- Найкращий бомбардир чемпіонату Іспанії: 1992-93 (30)
- Найкращий бомбардир Олімпійських Ігор :1996 (6, разом з Ернаном Креспо)